# Soubise
|  | Per a altres significats, vegeu «Principat de Soubise». |

Soubise és un municipi francès al departament del Charente Marítim (regió de la Nova Aquitània). L'any 2007 tenia 2.824 habitants.

## Demografia

### Població
El 2007 la població de fet de Soubise era de 2.824 persones. Hi havia 568 famílies de les quals 131 eren unipersonals (51 homes vivint sols i 80 dones vivint soles), 199 parelles sense fills, 208 parelles amb fills i 30 famílies monoparentals amb fills.
La població ha evolucionat segons el següent gràfic:

### Habitatges
El 2007 hi havia 643 habitatges, 589 eren l'habitatge principal de la família, 18 eren segones residències i 36 estaven desocupats. 588 eren cases i 54 eren apartaments. Dels 589 habitatges principals, 430 estaven ocupats pels seus propietaris, 142 estaven llogats i ocupats pels llogaters i 17 estaven cedits a títol gratuït; 4 tenien una cambra, 18 en tenien dues, 72 en tenien tres, 201 en tenien quatre i 293 en tenien cinc o més. 397 habitatges disposaven pel capbaix d'una plaça de pàrquing. A 295 habitatges hi havia un automòbil i a 261 n'hi havia dos o més.

### Piràmide de població
La piràmide de població per edats i sexe el 2009 era:
| Homes | Edats   | Dones |
| ----- | ------- | ----- |
| 0     | 95 o +  | 0     |
| 4     | 90 a 94 | 16    |
| 0     | 85 a 89 | 8     |
| 16    | 80 a 84 | 16    |
| 12    | 75 a 79 | 24    |
| 8     | 70 a 74 | 24    |
| 36    | 65 a 69 | 16    |
| 28    | 60 a 64 | 36    |
| 28    | 55 a 59 | 32    |
| 24    | 50 a 54 | 20    |
| 48    | 45 a 49 | 40    |
| 48    | 40 a 44 | 32    |
| 72    | 35 a 39 | 80    |
| 44    | 30 a 34 | 36    |
| 64    | 25 a 29 | 36    |
| 52    | 20 a 24 | 44    |
| 36    | 15 a 19 | 32    |
| 64    | 10 a 14 | 32    |
| 64    | 5 a 9   | 44    |
| 16    | 0 a 4   | 16    |

## Economia
El 2007 la població en edat de treballar era de 2.274 persones, 1.925 eren actives i 349 eren inactives. De les 1.925 persones actives 1.840 estaven ocupades (1.358 homes i 482 dones) i 83 estaven aturades (27 homes i 56 dones). De les 349 persones inactives 97 estaven jubilades, 151 estaven estudiant i 101 estaven classificades com a «altres inactius».

### Ingressos
El 2009 a Soubise hi havia 627 unitats fiscals que integraven 1.553 persones, la mediana anual d'ingressos fiscals per persona era de 18.214 €.

### Activitats econòmiques
Dels 77 establiments que hi havia el 2007, 3 eren d'empreses extractives, 2 d'empreses alimentàries, 1 d'una empresa de fabricació de material elèctric, 1 d'una empresa de fabricació d'elements pel transport, 4 d'empreses de fabricació d'altres productes industrials, 10 d'empreses de construcció, 11 d'empreses de comerç i reparació d'automòbils, 8 d'empreses de transport, 5 d'empreses d'hostatgeria i restauració, 1 d'una empresa financera, 2 d'empreses immobiliàries, 6 d'empreses de serveis, 13 d'entitats de l'administració pública i 10 d'empreses classificades com a «altres activitats de serveis».
Dels 20 establiments de servei als particulars que hi havia el 2009, 1 era una oficina de correu, 2 tallers de reparació d'automòbils i de material agrícola, 1 autoescola, 2 paletes, 3 guixaires pintors, 1 fusteria, 2 electricistes, 2 perruqueries, 2 restaurants, 2 agències immobiliàries i 2 salons de bellesa.
Dels 4 establiments comercials que hi havia el 2009, 1 era un supermercat, 1 una fleca, 1 una llibreria i 1 una floristeria.
L'any 2000 a Soubise hi havia 17 explotacions agrícoles que ocupaven un total de 895 hectàrees.

## Equipaments sanitaris i escolars
L'únic equipament sanitari que hi havia el 2009 era una farmàcia. El 2009 hi havia una escola elemental.

## Poblacions properes
El següent diagrama mostra les poblacions més properes.